# Robert Alecu
Robert Alecu (n. 3 mai 1987) este un politician român, ales în 2024 deputat din partea partidului Alianța pentru Unirea Românilor. Din aprilie 2025, este deputat independent. 

## Carieră politică

### Deputat (2024–prezent)
La alegerile parlamentare din 2024 pe 1 decembrie, Alecu fost ales deputat în circumscripția nr. 18 Galați, din partea partidului Alianța pentru Unirea Românilor (AUR), preluând mandatul la 21 decembrie. Pe 15 aprilie 2025, și-a anunțat dezertarea din AUR. Pe 22 mai, Alecu a devenit membru fondator al noului partid Acțiunea Conservatoare (ACT), condus de Claudiu Târziu. Partidul a fost lansat oficial pe 21 iunie. Alecu a fost al treilea deputat ales în 2024 care a părăsit AUR, după Gigi Becali și Târziu, precum și ultimul care a făcut acest lucru până la Andreea Neacșu în iunie.